# Chorinea batesii
Espèce
Synonymes
- Zeonia batesii Saunders, 1859

Chorinea batesii  est une espèce d'insectes lépidoptères (papillons) de la famille des Riodinidae et du genre Chorinea.

## Dénomination
L'espèce Chorinea batesii a été décrite par William Wilson Saunders en 1859 sous le protonyme de Zeonia batesii,.

## Étymologie
Son nom spécifique, batesii, lui a été donné en l'honneur de Henry Walter Bates (1825-1892), naturaliste anglais qui a collecté les spécimens étudiés.

## Liste des sous-espèces
Selon BioLib (10 janvier 2021) :
- Chorinea batesii batesii (Saunders, 1859) ; présent au Brésil
- Chorinea batesii regina Brévignon, 1998 ; présent en Guyane

## Description
Chorinea batesii a une envergure d'environ 26 mm,.

## Biologie
Sa biologie est peu connue.

## Écologie et distribution
Chorinea amazon est présent en Guyane et au Brésil.

### Biotope
Il réside dans la forêt amazonienne.

### Protection
Pas de statut de protection particulier.

## Publication originale
- (en) William Wilson Saunders, « On the Genus Erycina, Linn., with Descriptions of some New Species », Transactions of the Entomological Society of London, Londres, new, vol. 10,‎ 1859, p. 94-110 (ISSN 2053-2520, lire en ligne, consulté le 10 janvier 2021).